# برخیز ای موسی
برخیز ای موسی (به انگلیسی: Go Down, Moses) سیزدهمین رمان بلند ویلیام فاکنر است که در آن از موضوعات نژادپرستی در آمریکا و شرح احوال و رفتار متقابل سیاه‌پوستان و سفیدپوستان سخن رفته است. این رمان نخستین بار در سال ۱۹۴۲ در آمریکا منتشر شده‌است.
نسخهٔ فارسی این کتاب را انتشارات نیلوفر در سال ۱۳۷۴ با برگردان صالح حسینی منتشر کرده‌است.

## درون‌مایه
عنوان کتاب برخیز ای موسی مأخوذ از یکی از سرودهای مذهبی سیاه‌پوستان با همین نام است. درون‌مایه این سرود نمایان‌گر آرزوهای رؤیاگونه سیاه‌پوستان برای حضور منجی است که به قدرت بازوی او ظلم و ستم‌های وارد بر سیاه‌پوستان از میان برداشته شود.
این کتاب شامل هفت داستان به نام‌های: بود، آتش و اجاق، دلقک داغدار، پیران قوم، خرس، پاییز دلتا و برخیز ای موسی می‌باشد. وجود پیوستگی مضمونی و شخصیتی در بین داستان‌های این کتاب، آن را از حالت مجموعهٔ داستان‌های کوتاه بیرون آورده و به آن حالتی رمان‌گونه بخشیده‌است. شخصیت محوری داستان‌های این کتاب اسحاق مکازلین است که فاکنر از زبان او به بیان آن‌چه که می‌خواهد در باب سیاهپوستان و نژادپرستی بگوید می‌پردازد.
اسحاق مکازلین نقل، به مضمون کتاب پدر هیچ‌کس و عموی همگان نامیده می‌شود. عمو اسو چه آن هنگام که کودکی ده ساله است و چه آن هنگام که پیرمردی هشتاد ساله، در باب جهان پیرامون خویش می‌اندیشد و سعی می‌کند تصمیماتش را برای پیشبرد زندگی بر اساس آن‌چه خود درست می‌پندارد اتخاذ کند، نه بر اساس آن‌چه تا کنون بوده و از این به بعد هم باید باشد. حق مالکیت زمین، حق برده‌داری و حقوقی از این قبیل که در نظر سرمایه‌داران آن روز آمریکا عادی تلقی می‌شد در ذهن اسحاق جنبه سؤال پیدا می‌کند و باعث می‌شود که اسحاق ارث جد بزرگش کاروترز مکازلین را حق خود نداند. مجموع این رویدادها برخیز ای موسی را روحانی‌ترین و مذهبی‌ترین کتاب فاکنر معرفی می‌کند.

## داستان‌ها

### بود
داستان در زمان کودکی مکازلین ادموندز رخ می‌دهد. فاکنر او را در این داستان به اختصار «پسرک» می‌نامد. در حدود سال ۱۸۵۹ کاس ادموندز به همراه دایی‌هایش آمودئوس مکازلین (عمو بادی) و تئوفیلوس مکازلین (عمو باک) در مزرعه پدری زندگی می‌کنند که اتفاقی تکراری اما ناخوشآیند باز هم آنان را از زندگی عادی روزمره خارج می‌کند. بردهٔ آن‌ها تامیزترل بار دیگر به‌خاطر علاقه‌اش به تنی - کنیز سیاهپوست آقای هوبرت بوچام که همراه خواهرش میس سوفونسوبیا در همسایگی مزرعه آن‌ها زندگی می‌کند- به مزرعه آقای هوبرت گریخته‌است. بدین ترتیب عمو باک و پسرک به‌منظور بازگرداندن تامیزترل آماده رفتن به مزرعهٔ همسایه می‌شوند. از طرفی گویا سوفونسوبیا هم عاشق عمو باک است اما عموباک تا کنون اظهار نظر متقابلی دراین زمینه نکرده‌است. پس از ناکامی در دستگیر کردن تامیزترل، عموباک و پسرک مجبور به سپری کردن شب در مزرعه هوبرت می‌شوند. شب هنگام، زمانی که از وقت خواب گذشته‌است عموباک و پسرک با خیال این‌که وارد اتاق خواب خود می‌شوند اشتباهاً پا به اتاق خواب سوفونسوبیا می‌گذارند! آقای بوچام سعی می‌کند از این پیشامد به گونه‌ای استفاده کند که عموباک مجبوربه ازدواج با سوفونسوبیا شود. عمو باک نمی‌پذیرد و سرانجام سرنوشت قضایای موجود اعم از آن‌چه مربوط به تامیزترل و تنی و آنچ‌ه مربوط به عموباک و سوفونسوبیا می‌شود در گرو برد و باخت در یک بازی پوکر قرار می‌گیرد. بدین ترتیب اگر عموباک در بازی با آقای هوبرت بازنده شود می‌بایست بالاجبار سوفونسوبیا را به همسری بپذیرد و ضمناً تنی را از آقای هوبرت خریداری نماید تا از فرارهای مکرر تامیزترل جلوگیری شود. از طرف دیگر اگر عمو باک در بازی پوکر سربلند شود تنی را مجانی به خانه خود می‌برد. عمو باک بازی را می‌بازد اما آقای هوبرت را مجبور می‌کند که بازی را با عمو بادی - که اکنون به مزرعه همسایه آمده‌است- تکرار کند. عمو بادی در بازی پوکر برنده می‌شود و تنی مجانی به مزرعهٔ مکازلین‌ها می‌آید. عموباک متعاقباً با سوفونسوبیا ازدواج می‌کند و فرزندشان اسحاق مکازلین - که محوری‌ترین شخصیت کتابِ حاضر است- به دنیا می‌آید.

### آتش و اجاق
سال‌ها پس از وقایع مزرعهٔ آقای هوبرت، لوکاس بوچام فرزند تامیزترل و تنی به‌دنیا می‌آید. پس از رشد و بلوغ، لوکاس به کار در مزرعه مکازلین‌ها مشغول می‌شود. از سوی دیگر در خاندان بزرگ مکازلین‌ها سال‌ها پس از مرگ عمو باک و عمو بادی، کاروترز (کاس) ادموندر خواهر زاده آن‌ها نیز درگذشته‌است. فرزند او زکریا (زک) ادموندز نیز دیگر زنده نیست و با توجه به این‌که اسحاق مکازلین هم هنوز به سن اداره کردن مزرعه نرسیده‌است، روت ادموندز فرزند زکریا اداره امور مزرعه بزرگ مکازلین‌ها را بر عهده دارد. در این‌جا فاکنر کمی بیش‌تر در مورد افراد مورد بحث در کتاب به شفاف‌سازی می‌پردازد: لوکاس گرچه فرزند تامیزترل و تنی است اما از طرف دیگر او به سبب رابطه نامشروع کاروترز مکازلینِ بزرگ با کنیز سیاه پوستش، عموزاده اسحاق مکازلین و روت ادموندز نیز به‌حساب می‌آید اما از لحاظ سنی از آن‌ها بسیار مسن‌تر است.
وقایع داستان این‌گونه پیش می‌رود که لوکاس سیاهپوست در زمین‌های اطراف مزرعه یک سکه طلا پیدا می‌کند و بدین ترتیب به وجود گنجینه بزرگی از سکه‌های طلا در زیر خاک آن منطقه امیدوار می‌شود. از سوی دیگر نت، دختر لوکاس بوچام علی رقم مخالفت پدرش مایل به ازدواج با جوان سیاه پوست و فقیری به‌نام جورج ویلکینز می‌باشد. لوکاس و جورج ویلکینز هر دو به‌صورت غیرقانونی مشغول تهیه آب‌جو هستند. بدین ترتیب لوکاس تصمیم می‌گیرد تا با لو دادن جورج ویلکینز او را رسوا نموده و از ازدواج او با دخترش جلوگیری کند. از آن‌جا که جورج ویلکینز در ملک روت ادموندز اقدام به این کار غیرقانونی کرده‌است لوکاس تصمیم می‌گیرد تا روت را در جریان بگذارد. روت پلیس محلی را آگاه می‌کند اما آن‌ها زمانی سر می‌رسند که جورج ویلکینز آب‌جوها را در حیاط خانه لوکاس قرار داده و دختر لوکاس مشغول پنهان کردن آن‌ها است! بدین ترتیب لوکاس در چاهی که خود برای جورج ویلکینز کنده بود می‌افتد! مجموع این وقایع و همچنین نیاز لوکاس به شهادت دادن جورج ویلکینز به نفع او برای گریز از مهلکه مجازات قانون به ازدواج جورج ویلکینز با نت می‌انجامد.
لوکاس، وامانده از همه جا شخصی را می‌یابد که ادعا می‌کند قادر است با دستگاه فلزیابش گنجینه سکه‌های طلا را پیدا کند. لوکاس با وعده دادن دست‌مزد او را برای چند روز اجیر می‌کند اما آن‌ها به جز خاک چیز دیگری پیدا نمی‌کنند. همسر لوکاس، عمه مولی که پیرزن دینداری است از کارهای لوکاس به ستوه می‌آید و شکایتش را به نزد روت ادموندز می‌برد:
- این لوکاس از خدا هم شرم نمی‌کنه! خدا قهرش می‌گیره اگه لوکاس بخواد از دل زمین گنجینه بیرون بیاره!! زمین و هرچی که توش باشه فقط مال خداست!!
فاکنر در این‌جا اشاره‌ای به باورهای مردم دین‌دار در قبال مالکیتِ خدا و تفاوت آن با مالکیتِ انسان می‌پردازد. این مقدمه‌ای است برای خواننده کتاب تا خود را برای شنیدن عقاید دین‌دارانهٔ اسحاق مکازلین در داستان‌های بعدی کتاب راجع به مالکیت زمین و حقوق انسان‌ها آماده کند.
در ادامهٔ روند داستانِ آتش و اجاق، لوکاس از طلاق دادن همسر پیرش امتناع می‌کند و طلاق را – آن هم در این سن و سال- دون شان خود می‌داند.
روزها می‌گذرد و عاقبت لوکاس - که حتی راضی شده‌است دستگاه فلزیاب را از صاحبش خریداری کند- آن را به نزد روت ادموندز آورده و می‌گوید:
- شّرشو بکن! از این محل دورش کم که دیگه چشمم بهش نیفته! حکایتش هم به گوشم نخوره...
و بدین ترتیب با پایان گرفتن داستان اندیشه‌ای در ذهن خواننده شکل می‌گیرد و آن هم این‌که لوکاس بر سر دوراهی اعتقاد به خداوند و لزوم درستی اعمال از یک سو و بی اعتقادی و مادی گرایی در زندگی کاملاً گیج و مبهوت و کلافه شده‌است. سؤال اینجاست: آیا باید دل زمین را شکافت و از آن سکه‌های طلا را بیرون آورد یا طرفدار اعتقاداتی عجیب و غریب – عجیب و غریب از دید سفید پوستی همچون روت ادموندر- شد که شاید نهایتش فقر و تنگدستی و طلاق باشد...

### دلقک داغدار
در سومین داستانِ رمان برخیز ای موسی، فاکنر کمی خود را از خاندان بزرگ مکازلین دور می‌کند و شرح حالی از سیاه پوستی به نام رایدر – که بر روی مزرعه روت ادموندز مشغول کار است- ارائه می‌دهد. رایدر سیاه پوستی قوی هیکل و چهارشانه‌است که بر اثر مرگ نابه هنگام همسرش دچار شوک روحی شده‌است. در روز خاکسپاری، رایدر بیل را از دست کارگران می‌گیرد و مجنون وار و با سرعت خیره کننده‌ای گودال قبر همسرش را می‌کند. شب هنگام رایدر شبهی از همسرش را می‌بیند.
صبح روز بعد رایدر ناتوان از کار، آسیاب را ترک می‌کند، بطری ویسکی بزرگی می‌خرد و پس از افراط در نوشیدن، بی هدف در خیابان‌ها مشغول راه رفتن می‌شود. سپس به آسیاب بازمی‌گردد و به اتاق ابزار آلات می‌رود. در آنجا با سفید پوستی به نام بردسانگ روبه رو می‌شود، سپس به یاد می‌آورد که بردسانگ سال‌ها با تقلب کردن در بازی تخته نرد سیاه پوستان را آزار داده‌است. رایدر با دیدن او خشمگین می‌شود و آنگاه بر اثر مجادله با اواختیار اعمال خود را از دست می‌دهد و گلوی بردسانگ را با وسیله‌ای تیز می‌برد!
رایدر دستگیر و زندانی می‌شود. اما او که به کلی دچار جنون شده در زندان هم درِ سلولش را از جا می‌کند و با دیگر زندانیان به زد و خورد می‌پردازد. سرانجام رایدر را به کمک چوبه دار حلق آویز می‌کنند و این گونه زندگی دردمند او پایان می‌یابد.
در این داستان زندگی پر از درد و رنج یک سیاهپوست در قبال بی تفاوتی سفیدپوستان از وجود مشکلات این چنینی توسط فاکنر توصیف شده‌است.

### پیران قوم
از این داستان به بعد حضور اسحاق مکازلین در کتاب برخیز ای موسی پررنگ می‌شود. محور این داستان و داستان خرس بر اساس دنیای جنگل و شکار است. سام فادرز فرزند یک سرخ‌پوست به نام ایکه‌موتوبه و یک کنیز سیاه‌پوست است. ایکه‌موتوبه در اقدامی باوردنکردنی پسر و همسرش را به عنوان برده به کاروترز مکازلین می‌فروشد. بدین ترتیب سام برده دودمان مکازلین محسوب می‌شود. اکنون که اسحاق کودکی بیش نیست به سام فادرز سپرده می‌شود تا مربی و نگهبان او در امر شکار باشد. در مراسم شکار سالیانه اسحاق با میجر دو اسپاین، جنرال کامپسن و عموزاده بزرگ‌تراش مکازلین ادموندز همراه می‌گردد. اسحاق در نخستین تلاش‌اش برای شکار، گوزن نری را از پای درمی‌آورد (کشتن گوزن‌های ماده کار نادرستی به‌شمار می‌رود). سام فادرز طی مراسمی آیین خون گوزن نر را به صورت اسحاق می‌مالد. اسحاق جوان گذشته سام فادرز را از نظر می‌گذراند و به یاد می‌آورد که پدر او، ایکه‌موتوبه چگونه زمین اجدادی سرخ‌پوست‌ها را به همراه زن و فرزندش به مکازلین‌ها فروخته‌است. نخستین کشمکش‌های ذهنی درباب مالکیت زمین اینجاست که در ذهن اسحاق شکل می‌گیرد.
پس از اینکه اسحاق گوزن نر را شکار می‌کند گروه شکارچی‌ها قصد بازگشت می‌کند اما بون هوگنبک ادعا می‌کند زمانی که روی قاطراش نشسته بوده گوزن نر بزرگی را دیده‌است. بدین ترتیب گروه تصمیم می‌گیرد تا قبل از بازگشت گوزن را شکار کند. آن‌ها در جنگل پراکنده می‌شوند و فقط اسحاق و سام فادرز در کلبه می‌مانند. ناگهان صدای فریادی از جنگل شنیده می‌شود. اسحاق کوچک به خیال اینکه گوزن از پا درآمده‌است تفنگ به دست به کنار پنجره می‌آید. اما گوزن با وقار و شکوه خاصی به سمت اسحاق و سام فادرز می‌آید، نگاهی بزرگوارانه به آن‌ها می‌اندازد و می‌گذرد. آن‌ها به او شلیک نمی‌کنند و سام فادرز او را «پدربزرگ» می‌نامد.
شب هنگام زمانی که اسحاق و مکازلین ادموندز در کلبه دراز کشیده‌اند اسحاق راجع به آنچه دیده‌است با مکازلین صحبت می‌کند اما حس می‌کند که مکازلین حرف‌های او را باور نکرده‌است و فکر می‌کند که او تنها یک روح دیده‌است! مکازلین اما با لحنی همزادپندارانه می‌گوید که او نیز در همان کلبه و زمانی که نخستین گوزنش را شکار کرده همان گوزن را به جشم دیده‌است...
در این داستان «پدربزرگ» به نوعی نمادی از یک انرژی ناشناخته‌است. قدرتی خدایی که به صورت موقت به دست طبیعت و هرانچه دراوست سپرده شده‌است بگونه‌ای که انسان حق هیچ گونه دخل و تصرفی را در آن نمی‌یابد.

### خرس
خرس بلندترین داستان مجموعه برخیز ای موسی به‌شمار می‌رود که در آن فاکنر مجالی برای بیان پیام اصلی کتاب برخیز ای موسی یافته‌است. این داستان در ادامه داستان پیران قوم است. اسحاق مکازلین -که حالا بزرگ‌تر هم شده‌است- از شکارچیان به نام و چیره‌دست منطقه به‌شمار می‌رود و هرسال در برنامه شکار دسته‌جمعی حاضر می‌شود. در طی این سال‌ها گروه به شدت درگیر شکار خرس عظیم و غول پیکری به نام اُلدبِن (به انگلیسی: Old Ben) است که باعث رعب و وحشت و همچنین خرابکاری و ویرانی در جنگل شده‌است. تیرهای شکارچیان به او کارگر نمی‌افتد و تعداد کسانی حاضراند با او روبه‌رو شوند زیاد نیستند. ضمناً تله شکاری هم باعث شده‌است تا پای الدبن مجروح شود، بدی ترتیب شکارچیان رد او را از روی جای پایش دنبال می‌کنند. اسحاق هم بارها الدبن را تعقیب می‌کند اما از آنجا که سگ‌های شکاری از خرس بزرگ می‌ترسند اسحاق تا کنون موفق به شکار او نشده‌است. سرانجام سام فادرز یک سک وحشی و قوی پیدا می‌کند، او را لایِن می‌نامد و شروع به تربیت او می‌کند. لاین گرچه در ابتدا رام‌نشدنی به نظر می‌رسد اما مهارتی که سام به خرج می‌دهد او را تبدیل به یک سگ شکاری بی‌نظیر می‌کند.
پس از چندی بون هوگنباک به لاین علاقه‌مند می‌شود و حتی سگ غول‌پیکر را پیش خود می‌خواباند.

دسته شکارچیان به همراه لاین سگ غول‌پیکر بار دیگر برای شکار الدبن راهی جنگل می‌شوند. لاین با خصومتی مثال زدنی الدبن را دنبال می‌کند و بون هوگنباک در فاصله‌ای نزدیک از الدبن پنج تیر را به خطا می‌زند و پس از تعقیب کوتاهی جنرال کامپسن فقط موفق می‌شود الدبن را زخمی‌کند. خرس با ردی از خون به سمت جنگل فرار می‌کند و شکارچیان به کلبه بازمی‌گردند. ذخیره ویسکی تمام شده‌است و هوا به شدت سرد است. جنرال کامپسن تصمیم می‌گیرد بون را برای آوردن ویسکی به ممفیس بفرستد و برای اینکه بون تا زمان بازگشت ته بشکه‌های ویسکی را بالا نیاورد اسحاق را به همراه او راهی می‌کند.

پس از بازگشت بون و اسحاق، گروه که بیش از سال‌های پیش در جنگل اقامت کرده بار دیگر برای شکار الدبن تلاش می‌کند. جنرال کامپس دستور می‌دهد که اسحاق سوار کیِت- تنها اسبی که از موجودات وحشی نمی‌ترسد- بشود. در اعماق جنگل لاین با شجاعت هرچه تمام‌تر به سوی الدبن یورش می‌برد و با او گلاویز می‌شود. در حالی که لاین گلوی الدبن را گرفته‌است خرس پنجه‌های تیزش را در شکم سگ فرومی‌کند. ناگهان بون هوگنباک خنجر می‌کشد و روی گردن خرس می‌پرد و خنجر را بارها در گلوی الدبن فرومی‌کند. خرس می‌میرد و از پی آن لاین، سگ شجاع هم از هستی ساقط می‌شود. سام فادرز پیر هم گویی به نهایت آرزویی که در زندگی دارد رسیده باشد بدرود حیات می‌گوید و بدین ترتیب اسحاق مجبور به خداحافظی با مربی بزرگش می‌شود.

پس از پشت سر گذاشتن ماجرای پرهیجان خرس، اسحاق و عموزاده‌اش مکازلین ادموندز به مزرعه پدری در نزدیکی جفرسن بازمی‌گردند. وقت آن رسیده‌است که اسحاق ۲۱ ساله مدیریت املاک پدری را که تا کنون به خاطر خردسال بودن او در دست مکازلین ادموندز بود به دست بگیرد. اسحاق بر اساس اعتقادات عجیبی که دارد از این امر سرباز می‌زند و در طی بحث و گفتگویی طولانی برای مکازلین توضیح می‌دهد که چرا زمین از آن خداست و انسان قادر به تملک آن نیست. او همچنین توضیح می‌دهد که مالکیت نادرست انسان‌ها و به خصوص سفیدپوست‌ها بر زمین موجب به وجود آمدن عادت‌های نادرستی هم‌چون برده‌داری شده‌است. مکازلین سعی بر قانع کردن او می‌کند اما اسحاق نمی‌پذیرد و آنگاه راه شهر را در پیش می‌گیرد و نجاری پیشه می‌کند. سپس در آنجا با زنی ازدواج می‌کند که او هم نمی‌تواند اسحاق را به برگشتن بر سر مایملک هنگفت اجدادی راضی کند. اسحاق سهم ارث فرزندان تامیزترل و تنی را می‌پردازد و حتی برای پول دادن به فونسوبیا راضی می‌شود راه طولانی تا آرکانزاس را طی کند. اسحاق روزهای زندگی را این‌گونه می‌گذارند و البته جنگل، مربی و مامن او هرگز فراموشش نمی‌شود. زمان زیادی از عمر خویش را در جنگل صرف می‌کند و هم‌چون دیگر عقایدش دیگران را امر می‌کند که از شکار گوزن‌های ماده بپرهیزند.
در این داستان به شیوه‌ای خیالی اسحاق در نقش موسی پیامبر ظهور می‌کند، کسی که می‌خواهد قومی را - چه یهودیان باشند و چه سیاهان- از دست ظلم برهاند. اما اسحاق شاید تنها برای دنیای کوچک خودش کفایت می‌کند. او موسی نیست. پس غمگین می‌شود، در درون خود می‌خزد و «خود» را برای خود کافی می‌یابد.

### پاییز دلتا
این داستان دنباله‌ای از داستان خرس است. سال‌ها گذشته‌است و اسحاق مکازلین پا به دوران پیری نهاده‌است. او اینک به همراه روت ادموندز (داستان آتش و اجاق) و دیگر رفقا راهی جنگلش شده‌اند که این روزها به بزرگی سالیان پیش نیست. پس از طی مسیر با اتوموبیل گروه در کمپ مستقر می‌شود. شب‌هنگام اسحاق به این می‌اندیشد که به همراه جنگل در حال نیست و نابود شدن است. دنیا همان است که بود و اگر پس‌رفت نکرده باشد بهتر هم نشده‌است.

صبح روز بعد که تمام افراد برای شکار راهی جنگل می‌شوند اسحاق در تخت باقی می‌ماند. روت از فرصت استفاده می‌کند و بسته‌ای حاوی نامه و مقادیر زیادی پول را به اسحاق می‌سپارد و می‌گوید که ممکن است در این روزها شخصی برای گرفتن آن به اینجا بیاید. روت ضمناً یادآوری می‌کند که اسحاق پاکت را به او تحویل بدهد و بگوید: ((روت به من گفت که از طرف او به شما بگم نه!)).

اسحاق که سرما اذیتش می‌کند پاکت را می‌گیرد و پاهایش را بیشتر زیر پتو جمع می‌کند. مدت زیادی نمی‌گذرد و زنی با چشمان سیاه، بچه به بغل وارد چادر می‌شود. زن خود را از مسیر بالادست به کمک قایق به کمپ رسانده‌است. اسحاق پاکت را به او می‌دهد و می‌گوید:((روت گفت بهت بگم نه!))
زن از پذیرفتن پاکت امتناع می‌کند و در عوض می‌گوید که روت او را ترک کرده‌است. اسحاق هم اظهار تعجب می‌کند از اینکه چطور ممکن بوده روت او را ترک نکند! بدین ترتیب گفتگو میان اسحاق و زن ادامه می‌یابد. در خلال این گفتگو اسحاق به این می‌اندیشد که روزی می‌بایست نژادپرستی میان ابنای
بشر از بین برود. او سپس به دختر پیشنهاد می‌کند که با مردی از تبار خودش زندگی کند. دختر با میلی و بدون پذیرش بسته پول اسحاق را ترک می‌کند. نوعی احساس شرمگینی از خاندان به اسحاق دست می‌دهد.

در این حال یکی از رفقای روت به سرعت به درون چادر می‌پرد و به دنبال چاقو می‌گردد. معلوم می‌شود روت گوزن ماده‌ای را شکار کرده‌است و قصد دارد آثار شکار غیرقانونی اش را از بین ببرد. اسحاق از شنیدن این خبر بیش از پیش ناراحت می‌شود و ناتوان از هیچ عکس‌العملی بیشتر و بیشتر و تنها و تنهاتر به زیر پتو فرومی‌رود.